# Coleophora decipiens
Coleophora decipiens é uma espécie de mariposa do gênero Coleophora pertencente à família Coleophoridae.